# Aulacodes
Genre
Aulacodes est un genre de Lépidoptères de la famille des Crambidae, comprenant une centaine d'espèces originaires des Amériques.

## Systématique
Le nom scientifique de ce genre est Aulacodes, choisi en 1854 par l'entomologiste français Achille Guénée, pour l'espèce type Aulacodes aechmialis. L'auteur justifie le nom ainsi :

« La seconde particularité que présente le genre Aulacodes, et d'où j'ai tiré son nom, est un sillon longitudinal formé par des poils relevés de chaque côté, mais surtout en dehors de la nervure médiane des premières ailes, et qui règne depuis la base jusqu'au bord terminal ; le côté interne est plutôt garni de poils drapés, surtout en approchant de l'extrémité. »

Le genre Hydrophysa Guenée, 1854, décrit dans le même ouvrage à la page suivante, est synonyme de Aulacodes selon GBIF (9 octobre 2021).

## Liste des espèces
Selon GBIF (9 octobre 2021) :
- Aulacodes acroperalis Hampson, 1897
- Aulacodes adjunctalis Snellen, 1895
- Aulacodes adjutrealis Schaus, 1924
- Aulacodes aechmialis Guenée, 1854
- Aulacodes argenteopicta Hampson, 1917
- Aulacodes argentimaculalis Hampson, 1917
- Aulacodes aulocodoidalis Rothschild, 1916
- Aulacodes aurantipennis Hampson, 1917
- Aulacodes aureolalis Snellen, 1876
- Aulacodes bipunctalis Kenrick, 1907
- Aulacodes brunnealis Hampson, 1897
- Aulacodes cervinalis Hampson, 1897
- Aulacodes chrysoxantha Hampson, 1917
- Aulacodes citronalis Druce, 1896
- Aulacodes colonialis Guenée, 1854
- Aulacodes congallalis Schaus, 1924
- Aulacodes conjunctalis Wileman & South, 1917
- Aulacodes convoluta Hampson, 1897
- Aulacodes crassicornalis Guenée, 1854
- Aulacodes cyclozonalis Hampson, 1906
- Aulacodes delicata Schaus, 1912
- Aulacodes diopsalis Hampson, 1897
- Aulacodes distincta Rothschild, 1916
- Aulacodes distributa Lucas, 1898
- Aulacodes dolichoplagia Hampson, 1917
- Aulacodes endosaris Meyrick, 1894
- Aulacodes eupselias Meyrick, 1929
- Aulacodes fiachnalis Schaus, 1924
- Aulacodes flavifascialis Hampson, 1917
- Aulacodes fuscicostalis Rothschild, 1915
- Aulacodes gephyrotis Meyrick, 1897
- Aulacodes gibbosalis Guenée, 1854
- Aulacodes goniophoralis Hampson, 1906
- Aulacodes grimbaldalis Schaus, 1924
- Aulacodes haitalis Felder
- Aulacodes hamalis Snellen, 1876
- Aulacodes hemimelaena Hampson, 1917
- Aulacodes hemithermalis Hampson, 1917
- Aulacodes heptopis Hampson, 1897
- Aulacodes hirsuta Semper, 1902
- Aulacodes hodevalis Druce, 1896
- Aulacodes intensa Rothschild, 1915
- Aulacodes julittalis Schaus, 1924
- Aulacodes junctiscriptalis Hampson, 1897
- Aulacodes laminalis Hampson, 1901
- Aulacodes laminalis South, 1901
- Aulacodes latifascialis Snellen, 1876
- Aulacodes longiplagialis Hampson, 1917
- Aulacodes lunalis Kenrick, 1907
- Aulacodes mediofascialis Hampson, 1917
- Aulacodes melanops Hampson, 1896
- Aulacodes mesoscialis Hampson, 1917
- Aulacodes metataxalis Hampson, 1906
- Aulacodes metazonalis Hampson, 1917
- Aulacodes methodica Meyrick, 1936
- Aulacodes mormodes Meyrick, 1897
- Aulacodes nephelanthopa Meyrick, 1934
- Aulacodes neptopis Hampson, 1897
- Aulacodes nigriplagialis Hampson, 1917
- Aulacodes nissenalis Schaus, 1924
- Aulacodes obliquivitta Hampson, 1917
- Aulacodes obtusalis Dyar, 1914
- Aulacodes ovomaculalis Rothschild, 1916
- Aulacodes parapomasalis Hampson, 1897
- Aulacodes pentopalis Hampson, 1906
- Aulacodes peribocalis (Walker, 1859)
- Aulacodes plicatalis Walker
- Aulacodes polydora Meyrick, 1897
- Aulacodes postbasalis Rothschild, 1916
- Aulacodes psyllalis Guenée, 1854
- Aulacodes pulcherialis
- Aulacodes pulchralis Rothschild, 1916
- Aulacodes purpurealis Kenrick, 1907

- Aulacodes quadriplagiata Hampson, 1917
- Aulacodes reductalis Caradja, 1925
- Aulacodes reversalis Dyar, 1914
- Aulacodes rufocastanea Rothschild, 1916
- Aulacodes semicircularis Hampson, 1897
- Aulacodes siennata Warren, 1896
- Aulacodes similis Rothschild, 1916
- Aulacodes sinensis Hampson, 1897
- Aulacodes snelleni Sauber, 1902
- Aulacodes splendens West, 1931
- Aulacodes stresemanni Rothschild, 1915
- Aulacodes thermichrysia Hampson, 1917
- Aulacodes traversalis Dyar, 1914
- Aulacodes trichoceralis Hampson, 1897
- Aulacodes trichostylalis Hampson, 1897
- Aulacodes trigonalis Hampson, 1906
- Aulacodes triplaga Lower, 1903
- Aulacodes waigaoalis Swinhoe, 1900
- Aulacodes wollastoni Rothschild, 1916
- Hydrophysa psyllalis Guenée, 1854